# 高見敏弘
高見 敏弘（たかみ としひろ、 1926年9月30日 - 2018年9月6日）は、日本の神学博士・牧師。アジア学院創設者である。

## 経歴
九州からの満州移民の一家に生まれたが、両親はお人好しで貸したお金を踏み倒されたりして高見が10歳のときに貧困のため、知人を頼りに一家で日本の京都府の日本海側の漁村へ移住した。小学校卒業後も中学校に進学したかったので、親兄弟と縁を切り、禅寺に入り修行しながら通学し品行方正で成績優秀なら大学卒業まで面倒を見るというある篤志家が創設した奨学金制度を利用し京都市内の禅寺に入り、寺から旧制の府立中学校へ通学した。1945年8月15日の前後に父と弟を病気で失った。

### キリスト教
1951年、阪急電車内で隣の人が読んでいた新聞の求人欄に西宮市の神戸女学院にいるアメリカ人宣教師でピアニストで音楽教授であったA・フォローがコックを募集しているとの広告を見つけて、電話番号を暗記して次の駅からすぐさま電話し翌日に面談、その場で色々と料理を作って自らを強くPRし、コック兼掃除夫兼通訳等の召使い人として採用された。その年の秋に日本基督教団甲東教会にて洗礼を受けた。1年後にフォローの力添えも有りアメリカに渡りネブラスカ州ドーン大学やコネチカット大学神学院、イェール神学校などを修了。

### アジア学院
神学博士・牧師として、1962年から1972年まで農村伝道神学校東南アジア科長を務めたが、1970年頃に農村伝道神学校が経営難になったため独立開学できる土地を求めて関東や静岡へ行き、1971年に西那須野教会の福本牧師に会い、福本牧師らの協力で西那須野町にて学校計画を始動させて、1973年学校法人アジア学院を創設した。アジア学院という法人名は1972年の晩秋に、申請書に学校法人名を記入するため早急に決めてほしいと西那須野で準備していた職員から要請があり、想いを練って決めた。1973年から1993年までアジア学院理事長、1973年から1989年までは同学校法人の運営するアジア農村指導者養成専門学校校長も務めた。校長から退いた後も講師や理事として学院に奉仕した。1993年よりアジア学院名誉学院長に就任。1987年の国際協力NGOセンター（当時は、NGO推進活動センター）創設にも携わり、8年間理事長を務めた。
2018年9月6日、那須塩原市内の介護老人保健施設にて心不全により死去。享年91。葬儀は家族葬を執り行い、同年12月13日にアジア学院にてお別れ会が開かれた。

## 受賞歴
- 1988年 - 下野県民賞[2]
- 1994年 - 第28回吉川英治文化賞
- 1996年 - マグサイサイ賞平和・国際理解部門
- 2012年 - イェール大学イェール神学校2012年度卒業生賞

## 著書
- 高見敏弘『土とともに生きる』日本基督教団出版局、1996年5月25日。